# Каталин Ковач
Каталин Ковач (на унгарски: Katalin Kováts) е унгарска университетска преподавателка, лингвистка, есперантистка и писателка, авторка на произведения за есперанто и биографии на есперантисти.

## Биография
Родена е в Будапеща, Унгария на 16 октомври 1957 г. Завършва Педагогическия институт в Сомбатхей.
След дипломирането си работи като учител по руски език и математика. После следва филология в университета „Лоранд Йотвьош“ (ELTE). През 1996 г. защитава докторска дисертация за значението на използването на есперанто като език посредник в преподаването на италиански език. В периода 1990 – 1994 г. е преподавателка в Педагогическия институт в Сомбатхей, където основава и ръководи факултета на есперанто.
От 1994 г. сътрудничи на списание Monato, а в периода 1994 – 2006 г. е заместник-редактор на списание Internacia Pedagogia Revuo. През 2001 г. основава уебсайта Edukado.net, посветен на преподаването на есперанто. През 2007 г. става член на Akademio de Esperanto, а от 2009 г. е председател на изпитната комисия на Световната асоциация на есперанто (UEA). Чете лекции за учители по есперанто като част от междуезиковите изследвания в университета „Адам Мицкевич“ в Познан.
От 2001 г. живее в Нидерландия със съпруга си французина Силван Леларж. Двамата имат син – Мартин. Тя е майка и на Петра Смиделиуш и Бен Смиделиуш, деца от първия ѝ брак.
Автор е на биографични книги за есперантистите Андрео Чех и Тиберио Морариу и на многоезични статии, публикувани главно в списание IPR.
През 2010 г. е избрана за есперантистка на годината за приноса си за насърчаване на професионалното преподаване на есперанто, организиране на изпити по есперанто в съответствие с Европейската система за описание на езиковото образование и създаване на уебсайт Edukado.net за учители на есперанто.

## Произведения
- Memorlibro omaĝe al Andreo Cseh: Okazare de lia 100-jara naskiĝdatreveno (1995) – биографична книга в памет на румъно-унгарския есперантист Андрео Чех
- Poŝamiko: memoriloj – картинни речници за начинаещи от уъркшопа на Edukado.net (2007)
- Stelsemantoj en la ora nordo: Tiberio Morariu kaj liaj samtempuloj (2011) – биографична книга за румънския есперантист Тиберио Морариу
- Viu vi aŭdis ke ...? (2014) – учебник за учене на есперанто